# Deroplia insignis
Deroplia insignis är en skalbaggsart som först beskrevs av William Lucas Distant 1898.  Deroplia insignis ingår i släktet Deroplia och familjen långhorningar.
Artens utbredningsområde är:
- Angola.
- Botswana.
- Burundi.
- Kenya.
- Rwanda.
- Sierra Leone.
- Zimbabwe.

Inga underarter finns listade i Catalogue of Life.